# Whitesnake
Вајтснејк (енгл. Whitesnake) је хард рок и блуз рок група из Велике Британије. Стваралац и фронтмен јој је Дејвид Кавердејл (из Дип перпла) и најпознатија је у Европи и Јапану. 
Групу Вајтснејк је 1977. године оформио певач, тада већ распаднуте групе Дип перпл, Дејвид Кавердејл. Чланови бенда били су: Џон Лорд и Ијан Пејс (Дип перпл), Дејв Даул, Берни Марсден, Нил Мари и Мики Муди, као и талентовани гитаристи Ејдријан Вандерберг, Џон Сајкс, Вивијан Кембел и Стив Веј. Већ на самом почетку бенд је био веома популаран у Европи са песмама "Fool for your loving'" и "Don't break my heart again", док се албуми Lovehunter, објављен 1979. и Ready an' Willing', објављен 1980, и даље сматрају једнима од најбољих.
Прво, главно уздизање десило се после снимања албума Saints and Sinners 1982, када је већи део бенда отпуштен, укључујући главног гитаристу Бернија Марсдена и бубњара Ијана Пејса. Неколико месеци касније из бенда одлази и Џон Лорд, да би реформисао групу Дип перпл.
После бројних персоналних промена, Вајтснејк 1984. објављују рок албум Slide It In. Не би ли истакли свој идентитет, из иконографије хард рок и метал бендова узели су змију (симбол мушког полног органа) за свој заштитни знак, па на омоту албума видимо боу констриктор како клизи низ женски деколте. Са наредном плочом, под називом  из 1987, коначно бацају Америку под ноге. Осим моћне баладе "Is This Love"’, на албуму се нашао и хит "Here I Go Again", који се недељама налазио на првом месту музичких листа. По објављивању овог албума, Кавердејл је отпустио све чланове који су снимали албум Whitesnake и задржао једино Ејдријана Ваденберга.
У новој постави 1989. снимају Slip of the Tongue, међутим иако на њему свира чаробњак гитаре Стив Веј, албум је лоше прошао. Од тада углавном таворе, све док Кавердејл 2003. није поново активирао Вајтснејк због јубиларне турнеје поводом 25 година рада.
Први албум био им је Snakebite, а до данас су објавили укупно 16 албума и 1 DVD. Вајтснејк тренутно наступа у следећем саставу: Даг Олдрич и Реб Бич (гитаре), Томи Олдриџ (бубњеви), Тимоти Друри (клавијатуре), Јураја Дафи (бас) и Дејвид Кавердејл.

## Дискографија
- Trouble (1978)
- Lovehunter (1979)
- Ready an' Willing (1980)
- Come an' Get It (1981)
- Saints & Sinners (1982)
- Slide It In (1984)
- Whitesnake (1987)
- Slip of the Tongue (1989)
- Restless Heart (1997)
- Good to Be Bad (2008)
- Forevermore (2011)
- The Purple Album (2015)
- Flesh & Blood (2019)